# Breuil-Chaussée
Pour les articles homonymes, voir Breuil et Chaussée.
Breuil-Chaussée est une ancienne commune française située dans le département des Deux-Sèvres et la région Nouvelle-Aquitaine. Elle est associée à la commune de Bressuire depuis 1973. Le 28 mars 2013, elle est transformée en commune déléguée.

## Géographie

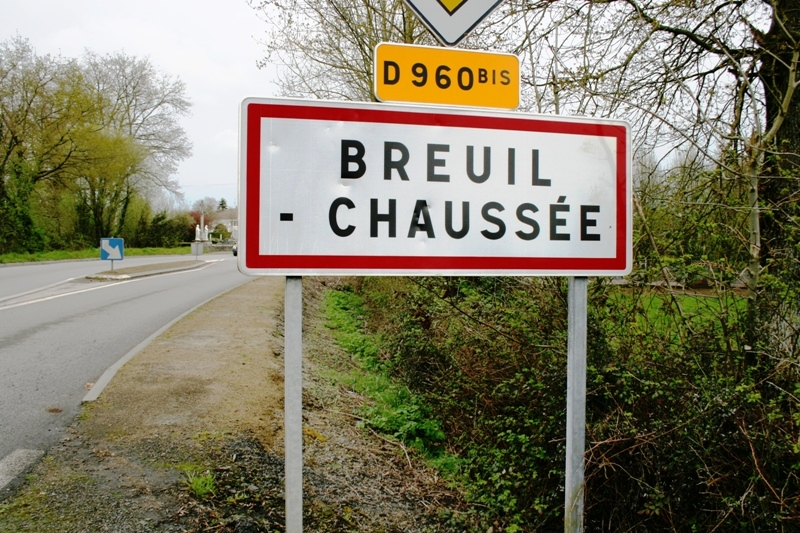
Entrée du village.

## Toponymie
Anciennement mentionné : Sancta Maria de Brolio Calcato en 1123, Brolium Chauche seu Brolium Calciatum en 1300, Berchaucé et Bruel Chaucé en 1368, Bréchaussé en 1597, Breschossé en 1627, Breil-Chaussé en 1702.
De l’ancien français breuil, dérivé du gaulois brogilos, désignant un « petit bois » ou un « petit bois entouré d’une haie », devenu brodilium, broilium sous l'influence romaine.

## Histoire
Avant 1790, ce village dépend du doyenné et de la châtellenie de Bressuire, de la sénéchaussée de Poitiers et de l’élection de Thouars. La cure était à la nomination de l’abbé de la Trinité de Mauléon.
Le 1er janvier 1973, la commune de Breuil-Chaussée est rattachée à celle de Bressuire sous le régime de la fusion-association. Le 28 mars 2013, elle est transformée en commune déléguée.

## Politique et administration
| Période                                  | Période  | Identité           | Étiquette | Qualité |
| ---------------------------------------- | -------- | ------------------ | --------- | ------- |
| 2014                                     | En cours | Bérangère Bazantay |           |         |
| Les données manquantes sont à compléter. |          |                    |           |         |

## Démographie
| 1793 | 1800 | 1806 | 1821 | 1831 | 1836 | 1841 | 1846 | 1851 |
| ---- | ---- | ---- | ---- | ---- | ---- | ---- | ---- | ---- |
| 552  | 371  | 314  | 511  | 568  | 666  | 677  | 707  | 740  |

| 1856 | 1861 | 1866 | 1872 | 1876 | 1881  | 1886  | 1891  | 1896  |
| ---- | ---- | ---- | ---- | ---- | ----- | ----- | ----- | ----- |
| 773  | 835  | 876  | 865  | 992  | 1 040 | 1 107 | 1 143 | 1 105 |

| 1901  | 1906  | 1911  | 1921 | 1926 | 1931 | 1936 | 1946 | 1954 |
| ----- | ----- | ----- | ---- | ---- | ---- | ---- | ---- | ---- |
| 1 063 | 1 062 | 1 069 | 953  | 903  | 936  | 911  | 905  | 907  |

| 1962 | 1968 | - | - | - | - | - | - | - |
| ---- | ---- | - | - | - | - | - | - | - |
| 833  | 796  | - | - | - | - | - | - | - |

## Lieux et monuments
- Château de Blanche-Coudre (propriété privée)
- Église Notre-Dame

## Personnalités liées à la commune
- Henri de Virel (1897-1945), général et résistant français